# South Willingham
South Willingham is een civil parish in het bestuurlijke gebied East Lindsey, in het Engelse graafschap Lincolnshire. In 2001 telde het dorp 170 inwoners. Het dorp heeft 7 gebouwen op de Britse monumentenlijst.